# Sten Aminoff
Sten Gregor Aminoff, född 8 april 1918 i Uddevalla, död 29 januari 2000 i Högalids församling, Stockholm, var en svensk jurist och diplomat.

## Biografi
Aminoff avlade studentexamen i Göteborg 1937 och reservofficersexamen 1939. Han blev fänrik vid trängens reserv 1940, kapten där 1951, blev politices magister vid Stockholms högskola 1941 och juris kandidat 1943. År 1944 blev Aminoff attaché vid Utrikesdepartementet (UD) 1944 och tjänstgjorde i London, Berlin, Frankfurt am Main 1945, var andre sekreterare vid UD 1950, förste sekreterare 1953, förste beskickningssekreterare i Bukarest, Prag och Paris 1954, förste ambassadsekreterare vid beskickningen i Ottawa 1959,, ambassadråd 1963, tjänstgjorde i Helsingfors, London, Tokyo 1967-1972, var generalkonsul i Montréal 1972-1974, ambassadör i Wellington 1974-1979, generalkonsul i Hamburg 1980-1984.
Aminoff tjänstgjorde även som Sveriges sekreterare vid Nordiska parlamentariska kommittén för friare samfärdsel 1951-1953. Han var ledamot och sekreterare vid handels- och finansförhandlingar med diverse främmande makter samt biträdande sekreterare vid svenska delegationen hos FN 1960. Han utgav 1988 ett stort arbete om den svenska utvandringen till Nya Zeeland.
Aminoff var son till major Mauritz Aminoff och Margareta Högberg. Han gifte sig 1947 med Ulla Bergengren, dotter till distriktsveterinär Harald Bergengren och Margit Lantz. Med henne hade han barnen Katinka (född 1951) och Gregor (född 1953). Han var senare gift med Inger Niklasson. Aminoff är begraven på Skogskyrkogården.

## Utmärkelser
- Riddare av Danska Dannebrogorden (RDDO)[2]
- Riddare av Norska Sankt Olavsorden (RNS:tOO1kl)[2]